# Pakistanische Cricket-Nationalmannschaft in den West Indies in der Saison 2013
Die Tour der pakistanischen Cricket-Nationalmannschaft in die West Indies in der Saison 2013 fand vom 14. bis zum 28. Juli 2013 statt. Die internationale Tour fand im Rahmen der internationalen Cricket-Saison 2013 statt und umfasste fünf ODIs und zwei Twenty20s. Pakistan gewann die ODI-Serie 3-1 und die Twenty20-Serie 2-0. Die ausgetragenen ODIs waren Bestandteile der ICC ODI Championship und die Twenty20s Teil der ICC T20I Championship.

## Vorgeschichte
Die Tour erfolgte kurz nach der ICC Champions Trophy 2013 in der Pakistan und die West Indies einer Gruppe zugelost waren. Das direkte Duell wurde durch die West Indies gewonnen, während beide Mannschaften die anderen beiden Gruppenspiele jeweils verloren und so beide nach der Vorrunde ausschieden. Im ursprünglichen ICC Future Tours Programm war neben den Limited Overs-Spielen auch zwei Tests vorgesehen. Da die West Indies jedoch ein Drei-Nationen Turnier mit Indien und Sri-Lanka den Vorzug gaben, mussten die Tests verschoben werden.

## Stadien
Die folgenden Stadien wurden für die Tour als Austragungsort vorgesehen und am 28. Juni 2013 festgelegt.
| Stadt      | Land                           | Stadion            | Kapazität | Spiele      |
| ---------- | ------------------------------ | ------------------ | --------- | ----------- |
| Georgetown | Guyana                         | Providence Stadium | 20.000    | 1. & 2. ODI |
| Gros Islet | Saint Lucia                    | Beausejour Stadium | 20.000    | 3.–5. ODI   |
| Kingstown  | St. Vincent und die Grenadinen | Arnos Vale Stadium | 18.000    | 1. & 2. T20 |

## Kaderlisten
Pakistan benannte seine Kader am 3. Juli 2013.
Die West Indies benannten ihren ODI-Kader am 11. Juli und ihren Twenty20-Kader am 24. Juli 2013.
| ODI | ODI | Twenty20 | Twenty20 |
| West Indies | Pakistan | West Indies | Pakistan |
| --- | --- | --- | --- |
| - Dwayne Bravo (K) - Tino Best - Darren Bravo - Johnson Charles (wk) - Chris Gayle - Jason Holder - Sunil Narine - Kieron Pollard - Kemar Roach - Darren Sammy - Marlon Samuels - Lendl Simmons - Devon Smith | - Misbah-ul-Haq (K) - Abdur Rehman - Ahmed Shehzad - Asad Ali - Asad Shafiq - Haris Sohail - Junaid Khan - Mohammad Hafeez - Mohammad Irfan - Mohammad Rizwan - Nasir Jamshed - Saeed Ajmal - Shahid Afridi - Umar Akmal (wk) - Umar Amin - Wahab Riaz | - Darren Sammy (K) - Samuel Badree - Chris Barnwell - Dwayne Bravo - Tino Best - Johnson Charles (wk) - Shannon Gabriel - Chris Gayle - Sunil Narine - Kieron Pollard - Marlon Samuels - Lendl Simmons | - Mohammad Hafeez (K) - Ahmed Shehzad - Hammad Azam - Haris Sohail - Junaid Khan - Mohammad Irfan - Nasir Jamshed - Saeed Ajmal - Shahid Afridi - Sohail Tanvir - Umar Akmal (wk) - Umar Amin - Zulfiqar Babar |

## Tour Match
| 11. Juli Scorecard | Georgetown | Pakistanis 246-9 (50)          | – | Guyana 239 (43.4) |
|                    |            | Pakistanis gewinnen mit 7 Runs |   |                   |

## One-Day Internationals

### Erstes ODI in Georgetown
| 14. Juli Scorecard | Georgetown | Pakistan 224-9 (50)           | – | West Indies 98 (41) |
|                    |            | Pakistan gewinnt mit 126 Runs |   |                     |

Die West Indies gewannen den Münzwurf und entschieden sich als Feldmannschaft zu beginnen. Als Spieler des Spiels wurde Shahid Afridi ausgezeichnet.

### Zweites ODI in Georgetown
| 16. Juli Scorecard | Georgetown | West Indies 232-8 (50)           | – | Pakistan 195 (47.5) |
|                    |            | West Indies gewinnen mit 37 Runs |   |                     |

Pakistan gewann den Münzwurf und entschied sich als Feldmannschaft zu beginnen. Als Spieler des Spiels wurde Sunil Narine ausgezeichnet.

### Drittes ODI in Gros Islet
| 19. Juli Scorecard | Gros Islet | Pakistan 229-6 (50) | – | West Indies 229-9 (50) |
|                    |            | Unentschieden       |   |                        |

Die West Indies gewannen den Münzwurf und entschieden sich als Feldmannschaft zu beginnen. Als Spieler des Spiels wurden  Misbah-ul-Haq und Lendl Simmons ausgezeichnet.

### Viertes ODI in Gros Islet
| 21. Juli Scorecard | Gros Islet | West Indies 261-7 (49/49)                   | – | Pakistan 189-4 (30/31) |
|                    |            | Pakistan gewinnt mit 6 Wickets (D/L method) |   |                        |

Pakistan gewann den Münzwurf und entschied sich als Feldmannschaft zu beginnen. Als Spieler des Spiels wurde Marlon Samuels ausgezeichnet.

### Fünftes ODI in Gros Islet
| 24. Juli Scorecard | Gros Islet | West Indies 242-7 (50)         | – | Pakistan 243-6 (49.5) |
|                    |            | Pakistan gewinnt mit 4 Wickets |   |                       |

Pakistan gewann den Münzwurf und entschied sich als Feldmannschaft zu beginnen. Als Spieler des Spiels wurde Misbah-ul-Haq ausgezeichnet.

## Twenty20 Internationals

### Erstes Twenty20 in Kingstown
| 27. Juli Scorecard | Kingstown | West Indies 152-7 (20)         | – | Pakistan 158-8 (20) |
|                    |           | Pakistan gewinnt mit 2 Wickets |   |                     |

Die West Indies gewannen den Münzwurf und entschieden sich als Schlagmannschaft zu beginnen. Als Spieler des Spiels wurde Shahid Afridi ausgezeichnet.

### Zweites Twenty20 in Kingstown
| 28. Juli Scorecard | Kingstown | Pakistan 135-7 (20)          | – | West Indies 124-9 (20) |
|                    |           | Pakistan gewinnt mit 11 Runs |   |                        |

Pakistan gewann den Münzwurf und entschied sich als Schlagmannschaft zu beginnen. Als Spieler des Spiels wurde Umar Akmal ausgezeichnet.

## Kontroversen
Im Anschluss an die One-Day Serie gab es auf Grund von ungewöhnlichen Spielverläufen Vorwürfe des Wettbetruges, die allerdings nicht bestätigt wurden.

## Statistiken
Die folgenden Cricketstatistiken wurden bei dieser Tour erzielt.
| ODIs           | ODIs        | ODIs    | ODIs    | ODIs    | ODIs    | ODIs    | ODIs    | ODIs    |
| Batting        | Batting     | Batting | Batting | Batting | Batting | Batting | Batting | Batting |
| Spieler        | Mannschaft  | Spiele  | Innings | Runs    | Average | HS      | 100s    | 50s     |
| -------------- | ----------- | ------- | ------- | ------- | ------- | ------- | ------- | ------- |
| Misbah-ul-Haq  | Pakistan    | 5       | 5       | 260     | 65,00   | 75      | 0       | 4       |
| Marlon Samuels | West Indies | 5       | 5       | 243     | 60,75   | 106*    | 1       | 0       |
| Umar Akmal     | Pakistan    | 5       | 5       | 175     | 58,33   | 50      | 0       | 1       |
| Lendl Simmons  | West Indies | 5       | 5       | 166     | 33,20   | 75      | 0       | 1       |
| Nasir Jamshed  | Pakistan    | 5       | 5       | 125     | 25,00   | 54      | 0       | 1       |
| Bowling        |             |         |         |         |         |         |         |         |
| Spieler        | Mannschaft  | Spiele  | Overs   | Wickets | Average | BBI     | 5W      | 10W     |
| Shahid Afridi  | Pakistan    | 5       | 34      | 10      | 13,50   | 7/12    | 1       | 0       |
| Mohammad Irfan | Pakistan    | 5       | 47      | 9       | 20,33   | 2/17    | 0       | 0       |
| Jason Holder   | West Indies | 5       | 41.5    | 8       | 21,37   | 4/13    | 0       | 0       |
| Saeed Ajmal    | Pakistan    | 5       | 47      | 8       | 25,75   | 3/36    | 0       | 0       |
| Junaid Khan    | Pakistan    | 3       | 29      | 7       | 20,14   | 3/48    | 0       | 0       |
| Dwayne Bravo   | West Indies | 5       | 29.5    | 7       | 28,71   | 2/9     | 0       | 0       |

| Twenty20s       | Twenty20s   | Twenty20s | Twenty20s | Twenty20s | Twenty20s | Twenty20s | Twenty20s | Twenty20s |
| Batting         | Batting     | Batting   | Batting   | Batting   | Batting   | Batting   | Batting   | Batting   |
| Spieler         | Mannschaft  | Spiele    | Innings   | Runs      | Average   | HS        | 100s      | 50s       |
| --------------- | ----------- | --------- | --------- | --------- | --------- | --------- | --------- | --------- |
| Kieron Pollard  | West Indies | 2         | 2         | 72        | 72,00     | 49*       | 0         | 0         |
| Dwayne Bravo    | West Indies | 2         | 2         | 60        | 30,00     | 35        | 0         | 0         |
| Umar Akmal      | Pakistan    | 2         | 2         | 55        | 55,00     | 46*       | 0         | 0         |
| Umar Amin       | Pakistan    | 2         | 2         | 54        | 27,00     | 47        | 0         | 0         |
| Shahid Afridi   | Pakistan    | 2         | 2         | 52        | 26,00     | 46        | 0         | 0         |
| Bowling         |             |           |           |           |           |           |           |           |
| Spieler         | Mannschaft  | Spiele    | Overs     | Wickets   | Average   | BBI       | 5W        | 10W       |
| Zulfiqar Babar  | Pakistan    | 2         | 8         | 5         | 12,00     | 3/23      | 0         | 0         |
| Sunil Narine    | West Indies | 2         | 8         | 4         | 12,50     | 3/26      | 0         | 0         |
| Mohammad Hafeez | Pakistan    | 2         | 6         | 3         | 4,33      | 2/4       | 0         | 0         |
| Samuel Badree   | West Indies | 2         | 7         | 3         | 14,33     | 2/16      | 0         | 0         |
| Shannon Gabriel | West Indies | 1         | 4         | 3         | 14,66     | 3/44      | 0         | 0         |

## Player of the Series
Als Player of the Series wurden die folgenden Spieler ausgezeichnet.
| Serie | Player of the Series |
| ----- | -------------------- |
| ODI   | Misbah-ul-Haq        |
| T20   | Zulfiqar Babar       |

### Player of the Match
Als Player of the Match wurden die folgenden Spieler ausgezeichnet.
| Spiel  | Player of the Match         |
| ------ | --------------------------- |
| 1. ODI | Shahid Afridi               |
| 2. ODI | Sunil Narine                |
| 3. ODI | Misbah-ul-Haq Lendl Simmons |
| 4. ODI | Marlon Samuels              |
| 5. ODI | Misbah-ul-Haq               |
| 1. T20 | Shahid Afridi               |
| 2. T20 | Umar Akmal                  |